# Венглешин-Дембіна
Венглешин-Дембіна (пол. Węgleszyn-Dębina) — село в Польщі, у гміні Окса Єнджейовського повіту Свентокшиського воєводства.
У 1975-1998 роках село належало до Келецького воєводства.